# Promachus hastatus
Promachus hastatus là một loài ruồi trong họ Asilidae. Promachus hastatus được Hobby miêu tả năm 1936.